# Angerdshestra församling
Angerdshestra församling var en församling i Skara stift inom Svenska kyrkan. Församlingen uppgick 2002 i Norra Mo församling.
Församlingen låg i Jönköpings kommun i Jönköpings län.
Församlingskyrka var Angerdshestra kyrka.

## Administrativ historik
Församlingen har medeltida ursprung. 
Församlingen var till 2002 annexförsamling i pastoratet Bottnaryd, Mulseryd och Angerdshestra. Pastoratet omfattade också fram till omkring 1550 Älgaryds församling, Nackebo församling och Jära församling. Från 1732 till 1962 ingick Bjurbäcks församling i pastoratet. 2002 uppgick Angerdshestra församling i Norra Mo församling.
Församlingskod var 068023.

## Organister
| Period    | Namn             | Levnadstid | Övrigt   |
| --------- | ---------------- | ---------- | -------- |
| 1854–1889 | Petter Lindström | 1815–1897  | Organist |

## Areal
Angerdshestra församling omfattade den 1 november 1975 (enligt indelningen 1 januari 1976) en areal av 88,1 kvadratkilometer, varav 86,7 kvadratkilometer land.